# Pablo Illanes
Pablo Andrés Illanes Tapia (Santiago, 12 de marzo de 1973) es un escritor, guionista, periodista y realizador cinematográfico chileno, conocido por ser el creador de varias series y telenovelas de gran éxito, como Adrenalina, Machos, Prófugos, Alguien te mira, ¿Dónde está Elisa? y Perdona nuestros pecados para Canal 13, Televisión Nacional de Chile, Mega, HBO y Telemundo en Chile y Estados Unidos.

## Biografía
Es hijo del actor chileno Renato Illanes y de Norma Tapia.
Estudió periodismo en la Universidad Diego Portales. Tras darse a conocer como comentarista de cine en el suplemento Wikén del diario El Mercurio y en la desaparecida estación televisiva Rock & Pop, escribió su primera telenovela, Adrenalina (1996) en Canal 13, la cual causó polémica por lo osada de su trama (para lo que se estilaba entonces en dicho canal, de propiedad de la Universidad Católica), basada en romances fugaces de adolescentes en un colegio del barrio alto de Santiago.
En una senda similar desarrolló su segunda telenovela, Playa salvaje (1997), que obtuvo índices de audiencia históricos, convirtiéndose en la más vista de la década en su canal. Pero su consagración como guionista llegó con Fuera de control (1999), que, si bien no obtuvo grandes resultados de índice de audiencia, fue aplaudida por la crítica y se convirtió en una telenovela de culto, siendo reexhibida en dos ocasiones.
Tras Piel canela (2001), serie que obtuvo magros resultados de índice de audiencia y crítica, y que significó el cese temporal de producción de telenovelas en Canal 13, se reivindicó con la exitosa Machos (2003), escrita en conjunto con Coca Gómez y Sebastián Arrau. La telenovela, de amplia repercusión social y de índice de audiencia, obtuvo varios premios, entre los que destacan dos Altazor, y se convirtió en un gran éxito que la llevó a España y a diversos países de Latinoamérica, gozando de gran popularidad en Uruguay.
Luego comienza una nueva etapa en su carrera, esta vez dentro de Televisión Nacional de Chile, donde escribió las telenovelas Destinos cruzados (2004) y Versus (2005) y adaptó los guiones de la telenovela argentina Floricienta, cuya versión chilena, Floribella, se exhibió en 2006. También crea la primera teleserie de suspenso chilena, Alguien te mira (2007), basada en las correrías de un psicópata por el sector acomodado de Santiago, obteniendo un éxito de audiencia jamás alcanzado por las teleseries nocturnas, lo que da pie para un nuevo proyecto, ¿Dónde está Elisa? (2009), una teleserie policial y de suspenso inspirada en casos reales como los de Madeleine McCann y Jorge Matute Johns. Después escribe Conde Vrolok (2009), una telenovela de vampiros ambientado en el siglo XIX e inspirada en Drácula, cuyo reparto lo integraban los tres actores más consolidados de la industria; Claudia Di Girolamo, Francisco Reyes y Álvaro Rudolphy, marcando un hito televisivo. Es autor también de los guiones de Témpano (2011).

## Literatura
En literatura, ha incursionado con las novelas Una mujer brutal, fragilidad, y Los amantes caníbales, tercera novela a la que le ha puesto el mismo nombre que su "blog inspiracional". También ha escrito la pieza Te vas a morir de pena cuando yo no esté.

## Cine
Debutó como director de cine con Baby Shower (2011), película de terror interpretada por actrices de varias de sus teleseries, como Ingrid Isensee, Claudia Burr, Francisca Merino, Sofía García y Patricia López. Entre noviembre y principios de diciembre de 2012 rodó en 19 jornadas, en una casa de Ñuñoa, su segundo largometraje, Videoclub. Esta película de zombies, que se estrenó comercialmente el 23 de enero de 2014, está protagonizada por Pedro Campos, Luciana Echeverría e Ingrid Cruz, y la música es de la banda Pánico. Con Videoclub Illanes comienza una trilogía de suspenso: luego vienen No tengas miedo, una película de fantasmas, con Claudia Di Girólamo como protagonista, y Sala de ensayo, thriller psicológico sobre una actriz fracasada.
Illanes residió en Nueva York, contratado a partir de 2013 como guionista por Telemundo; regresó a Chile en 2015 fichado por Mega para integrarse en su área dramática.

## Películas
- Baby Shower (2011)
- Videoclub (2013)

## Telenovelas y series

### Historias originales
- Adrenalina (1996)
- Playa salvaje (1997)
- Fuera de control (1999)
- Corazón pirata (2000)
- Piel canela (2001)
- Machos (2003)
- Destinos cruzados (2004)
- Versus (2005)
- Alguien te mira (2007)
- ¿Dónde está Elisa? (2009)
- Prófugos (2011-2013)
- Témpano (2011)
- Dueños del paraíso (2015)
- Perdona nuestros pecados (2017-2018)
- Demente (2021)
- Perfil falso (2023)
- Generación 98 (2023)

### Adaptaciones
- Floribella (2006) - Original de Cris Morena
- Conde Vrolok  (2009-2010) - Original de Felipe y Rodrigo Ossandón, y Jorge Ayala
- Reserva de familia (2012) - Original de Ramón Campos y Gema R. Neira

### Nuevas versiones reescritas por otros
- Machos (2005) (Machos) por Gabriel Santos, Mauricio Somuano y Eric Vega
- Corazón partido (2005) (Destinos cruzados) por Luis Zelkowicz
- ¿Dónde está Elisa? (2010) (¿Dónde está Elisa?) por Perla Farías
- Alguien te mira (2010) (Alguien te mira) por Perla Farías
- ¿Dónde está Elisa? (2012) (¿Dónde está Elisa?) por Ana María Parra y Juliana Lema
- Buscando a Frida (2021) (¿Dónde está Elisa?) por Sandra Velasco
- Perdona nuestros pecados (2023) (Perdona nuestros pecados) por Lucero Suárez y Jimena Merodio

## Obras literarias
- Una mujer brutal, novela, Alfaguara, 2000
- Te vas a morir de pena cuando yo no esté, pieza estrenada bajo la dirección de Ricardo Balil el 23.01.2002 en el Festival Internacional Santiago a Mil[16]
- mp3, cuentos; editor, Editorial Andrés Bello, 2003
- fragilidad, novela, Alfaguara, 2004
- Machetazos: todos mueren, cuentos, Ediciones B, 2013. Su cuento fue "Los maracos"
- Volver a los 17: recuerdos de una generación en dictadura, relatos personales, de Óscar Contardo, Planeta, 2013. Su relato fue "Hay boches".
- Los amantes caníbales, novela, Planeta, 2015
- Cataclismo, novela, Sietch Ediciones, 2021
- No la mires a los ojos, novela, Penguin Random House, 2022

## Adaptaciones teatrales
- Flores bajo Tierra, dirigida por Vasco Moulian, adaptada de la obra Celeste Flora, de Juan García Larrondo[17]